# Koreańczycy w Polsce
Koreańczycy w Polsce – ludność koreańska zamieszkała w Polsce.

## Historia

### do 1989
Uważa się, że pierwszymi Koreańczykami zamieszkującymi Polskę byli pracownicy japońskiej ambasady w Warszawie w latach 30. XX wieku.
Po II wojnie światowej etniczny Koreańczyk Yu Dong-ju, jeden z pracowników ambasady (z zawodu dentysta) pozostał w Polsce i zaczął nauczać języka koreańskiego polskich studentów studiów wschodnioazjatyckich; zakończył jednak nauczać po przybyciu oficjalnie delegowanych nauczycieli z nowo utworzonej Koreańskiej Republiki Ludowo-Demokratycznej.
Podczas wojny koreańskiej i po jej zakończeniu komunistyczna Polska zobowiązała się do udzielania pomocy Korei Północnej.
Jednym z aktów pomocowych udzielanych Korei Północnej przez PRL było przyjęcie w ramach pomocy humanitarnej północnokoreańskich sierot. Pierwsza grupa dzieci trafiła do Polski jeszcze w 1951 roku; początkowo mieszkały one pod Ciechanowem, później przeniesiono je do ośrodka w Świdrze pod Otwockiem. Kolejna grupa 1270 dzieci przyjechała do Polski w 1953 roku; zamieszkały one w Płaskowicach (obecnie Lwówek Śląski). Rząd PRL przydzielił stypendia dla 133 studentów oraz 162 uczniów północnokoreańskich.
W 1959 roku rząd Korei Północnej nakazał koreańskim sierotom powrót do kraju. Utrzymywały one kontakt z opiekunami do 1961 roku, gdy korespondencja przestała przychodzić.
Na przestrzeni wielu lat władze komunistycznej Korei Północnej delegowały studentów oraz pracowników do Polskiej Rzeczypospolitej Ludowej, ci jednak nie pozostawali w Polsce na stałe i nie stworzyli dużej diaspory koreańskiej w tym kraju.

### po 1989
Po przemianach ustrojowych i zmianach wektorów polskiej polityki zagranicznej, 1 listopada 1989 roku Rzeczpospolita Polska i Republika Korei nawiązały ze sobą stosunki dyplomatyczne, co poskutkowało napływowi ludności południowokoreańskiej do Polski.

#### Koreańczycy z Korei Południowej
Ludność południowokoreańska w Polsce stanowi bardzo mały odsetek ludności Polski, według Urzędu do Spraw Cudzoziemców w 2022 roku Polskę zamieszkiwało 3362 obywateli Korei Południowej, natomiast według danych Ministerstwa Spraw Zagranicznych Republiki Korei w 2021 roku Polskę zamieszkiwało 2635 obywateli Korei Południowej.
W 2022 roku 132 obywateli Korei Południowej było stałymi rezydentami RP, 193 posiadało status rezydenta długoterminowego UE, 3031 posiadało zezwolenia na pobyt czasowy, a pozostałe 6 osób posiadało inny typ zezwolenia.
Późniejsze oszacowania wskazują, że faktyczna liczba Koreańczyków z Korei Południowej może być większa. W samym Wrocławiu i okolicach może ich być od 1,5 tys. nawet do 5 tysięcy osób.
Religia
Wierzący Koreańczycy z Południa mieszkający w Polsce w większości wyznają chrześcijaństwo (prezbiterianizm i katolicyzm) oraz buddyzm.
Według Ambasady Republiki Korei w Polsce w 2008 roku na terenie Polski istniało pięć koreańskich kościołów chrześcijańskich (3 w Warszawie i 2 we Wrocławiu) oraz jedna koreańska wspólnota buddyjska (w Warszawie).
Integracja z Polakami
W drugim i trzecim dziesięcioleciu XXI wieku zauważalny jest wzrost zainteresowania kulturą koreańską (Koreańska fala) w Polsce oraz kulturą polską w Korei Południowej.
Coraz częściej dochodzi również do zawierania mieszanych związków małżeńskich między Polakami i Koreańczykami.

#### Koreańczycy z Korei Północnej
W maju 1989 roku, kiedy Polska i Korea Południowa nie nawiązały ze sobą jeszcze stosunków dyplomatycznych, dwóch studentów z wymiany polsko-północnokoreańskiej Kim Un-hak oraz Tong Yŏng-jun zorganizowali konferencję prasową, na której ogłosili, że dokonują aktu dezercji na rzecz Korei Południowej.
Według danych szacunkowych z 2006 roku w wielu polskich firmach Trójmiasta zatrudnionych było około 75 osób z Korei Północnej; wielu z nich pracowało jako spawacze w Stoczni Gdańskiej.
W czerwcu 2008 r. Korea Północna wysłała kolejnych 42 robotników do miast Polski w północno-zachodniej, aby zajęli się pracami budowlanymi.
Pensje pracowników były wypłacane spółce holdingowej podejrzewanej o współpracę z rządem Korei Północnej, jednak audyt kontrolny nie wykazał nieprawidłowości w działaniu spółki na terenie Polski, niemniej jednak pracownicy północnokoreańscy delegowani za granicę są uważani za współczesnych niewolników, nie mogą utrzymywać kontaktów z lokalną społecznością, są zastraszani przez przełożonych, a ich wynagrodzenie jest przekazywane kierownictwu firmy, a nie osobom fizycznym.
Wiceminister pracy i polityki społecznej Kazimierz Kuberski, poinformowany o długich godzinach pracy (ponad 12 godzin, siedem dni w tygodniu) pracowników oraz o tym, że wysoce prawdopodobne jest to, że ich pensje bezpośrednio finansują reżim północnokoreański stwierdził, że nie może z tym nic zrobić.
Według danych Urzędu do Spraw Cudzoziemców w 2022 roku Polskę zamieszkiwała 5 obywateli Korei Północnej, natomiast według Ministerstwa Spraw Zagranicznych RP w 2022 roku personel dyplomatyczny KRLD w Polsce składał się z 12 osób.

#### Korio-saram
Polskę zamieszkują również etniczni Koreańczycy (Korio-saram) będący obywatelami państw postradzieckich takich jak Rosja, Ukraina i kraje Azji Środkowej.